# لوت فيربيك
لوت فيربيك (Lotte Verbeek) من مواليد 24 يونيو 1982، هي ممثلة وراقصة وعارضة أزياء هولندية. هي معروفة بدور «جوليا فارنيزي» في مسلسل The Borgias، كما شاركت في فيلم الرومانسية الأمريكي The Fault in Our Stars. حالياً تجسد دور «جيليس دونكان» في مسلسل Outlander.

## روابط خارجية
- لوت فيربيك على موقع IMDb (الإنجليزية)
- لوت فيربيك على موقع قاعدة بيانات الأفلام العربية
- لوت فيربيك على موقع ألو سيني (الفرنسية)
- لوت فيربيك على موقع أول موفي (الإنجليزية)
- لوت فيربيك على موقع قاعدة بيانات الأفلام السويدية (السويدية)
- لوت فيربيك على موقع قاعدة بيانات الفيلم (الإنجليزية)
- لوت فيربيك على موقع كينوبويسك (الروسية)